# Lee's Summit (Misuri)
Lee's Summit es una ciudad ubicada en el condado de Jackson y una pequeña parte en el condado de Cass en el estado estadounidense de Misuri. En el Censo de 2010 tenía una población de 91364 habitantes y una densidad poblacional de 539,47 personas por km².

## Geografía
Según la Oficina del Censo de los Estados Unidos, tiene una superficie total de 169.36 km², de la cual 164.07 km² corresponden a tierra firme y (3.12%) 5.29 km² es agua.

## Demografía
Según el censo de 2010, había 91364 personas residiendo. La densidad de población era de 539,47 hab./km². De los 91364 habitantes, estaba compuesto por el 86.07% blancos, el 8.35% eran afroamericanos, el 0.32% eran amerindios, el 1.68% eran asiáticos, el 0.12% eran isleños del Pacífico, el 1.07% eran de otras razas y el 2.39% pertenecían a dos o más razas. Del total de la población el 3.86% eran hispanos o latinos de cualquier raza.

## Ciudadanos
El guitarrista de jazz Pat Metheny nació en Lee's Summit en 1954.